# Megalania
Megalania (Varanus priscus) golemi je izumrli monitorski gušter iz porodice Varanidae. Bio je dio megafaune koja je naseljavala prostranstva južne Australije i tijekom razdoblja pleistocena, a smatra se da je do njegova izumiranja došlo otprilike prije 40 000 godina. Fosili su pronađeni u Južnoj Australiji, Queensland te Novom Južnom Walesu s time da su relativno rijetki, a do sada nije pronađen cjelokupni kostur.

## Ime
Ime Megalania prisca skovao je engleski biolog i paleontolog sir Richard Owen, a znači „velika drevna lutalica“. Ime je proizišlo iz grčke riječi ēlainō (“lutam”), a jer je slično latinskoj riječi lania (ženski rod riječi “krvnik”), često je dolazilo do zabune i opisivanja Megalanie kao “velikog drevnog krvnika”.
Megalania prisca je u početku bila svrstana u zaseban rod (Megalania) no taj status je upitan jer ga većina znanstvenika smatra sinonimom za rod Varanus koji obuhvaća sve danas živuće monitorske guštere. Kako su imena Megalania i Varanus različita roda, došlo je i do promjene epiteta prisca u priscus tako da je danas prihvaćeno službeno latinsko ime Megalanie Varanus priscus.
Megalania se smatra velikim izumrlim rođakom današnjih monitorskih guštera poput Komodo varana (Varanus komodensis), šarenog varana (Varanus varius) te najvećeg australskog guštera – perentia (Varanus giganteus). Sličnost se može zamijetiti u građi tijela i lubanje.

## Fizičke karakteristike
Zbog nedostatka kompletnog ili barem gotovo kompletnog kostura teško je odrediti točne dimenzije ovog drevnog guštera. Prema ranijim procjenama, veliki primjerci mogli su doseći i 7 metara dužine s ukupnom težinom tijela od 600 do 620 kilograma. Novije procjene se razlikuju ovisno o autoru. Danas se uglavnom smatra da je prosječna dužina Megalanie bila oko 5 metara s težinom od oko 400 kilograma. S tom veličinom Megalania je najveći do sada poznati gušter. Megalania je bila slična današnjem Komodo varanu no bila je robusnija i imala je nešto kraći rep i zube koji su bili zakrivljeniji i rjeđe raspoređeni nego u današnjeg Komodo varana. Poput današnjih varana i drevna Megalania imala je vrlo snažne kandže na nogama.

## Prehrana
Sudeći prema veličini, Megalania se hranila srednje velikim i velikim životinjama što je vjerojatno povremeno uključivalo i velike tobolčare poput Diprotodona (veličine današnjeg nosoroga) te ostale guštere, manje sisavce te ptice i njihova jaja i mlade. Smatra se da je ovaj gušter bio apex predator te da nije imao prirodnih neprijatelja iako je dijelio barem dio svog životnog prostora s marsupialnim lavom (Thylacoleo carnifex), velikim karnivornim tobolčarem koji je također živio u Australiji tijekom pleistocena i za kojeg je poznato da je lovio velike životinje. Poput današnjeg Komodo varana, vrlo vjerojatno je i Megalania lovila iz zasjede te bila proždrljiva i hranila se lešinama. Nastanjivala je travnjake i šume, a neki znanstvenici ne isključuju mogućnost i da je bila djelomično vezana za vodu.

## Otrov
Poznato je da danas živući monitorni gušteri ponekad ubijaju svoj plijen otrovnim ugrizom jer su njihova usta idealan medij za razvoj mnogih patogenih bakterija. Varani naime imaju specifičan položaj zuba s obzirom na zubno meso zbog čega konstantno dolazi do njegovog ranjavanja i krvarenja.
Istraživanja su pokazala da neki članovi roda Varanus u svojim ustima posjeduju i otrovne žlijezde pa je itekako moguće da je i Megalania imala takve tvorbe. Ako je to istina, to bi ju činilo najvećim do sada poznatim otrovnim kralježnjakom.

## Kriptozoologija
Iako postoje priče iz Australije i Nove Gvineje o susretima ljudi s životinjom koja nalikuje na Megalaniu,  nestancima krupne i sitne stoke te tragovima u blatu, ne postoje čvrsti dokazi koji bi potkrepljivali takve tvrdnje. Rex Gilroy, poznati australski kriptozoolog je 2009. godine zajedno s herpentologom Tonyjem Gerardom i stručnjakom za australsku divljinu Garyjem Opitom organizirao ekspediciju koja je za cilj imala pronaći čvrste dokaze o postojanju Megalanie. Ekspedicija je poslana u Nacionalni park Wollemi u Novom Južnom Walesu. Postavljeni su mamci i kamere koje su trebala zabilježiti eventualne aktivnosti. Ekspedicija međutim, nije pronašla nikakve dokaze o postojanju Megalanie. Mogućnost da drevna Megalania i danas luta negdje u nepristupačnim dijelovima Australije spada u područje kriptozoologije.

## Vanjske poveznice
- http://www.museum.vic.gov.au/prehistoric/mammals/megalania_prisca.html  Arhivirana inačica izvorne stranice od 22. svibnja 2009. (Wayback Machine)
- http://www.environment.sa.gov.au/parks/sanpr/naracoortecaves/ea6.html  Arhivirana inačica izvorne stranice od 27. listopada 2009. (Wayback Machine)